# Falsoexosoma
Falsoexosoma là một chi bọ cánh cứng trong họ Chrysomelidae.
Chi này được miêu tả khoa học năm 1926 bởi Pic.

## Các loài
Chi này gồm các loài:
- Falsoexosoma cyanipenne (Reitter, 1902)